# Božidar Takev
Božidar Takev (in bulgaro Божидар Такев?; Sofia, 4 gennaio 1920 – 17 giugno 2009) è stato un cestista e allenatore di pallacanestro bulgaro.

## Carriera
Con la Bulgaria ha disputato i Campionati europei del 1947.
Da allenatore ha guidato la Bulgaria ai Campionati europei del 1955.